# Винтерфельдт, Детлоф фон

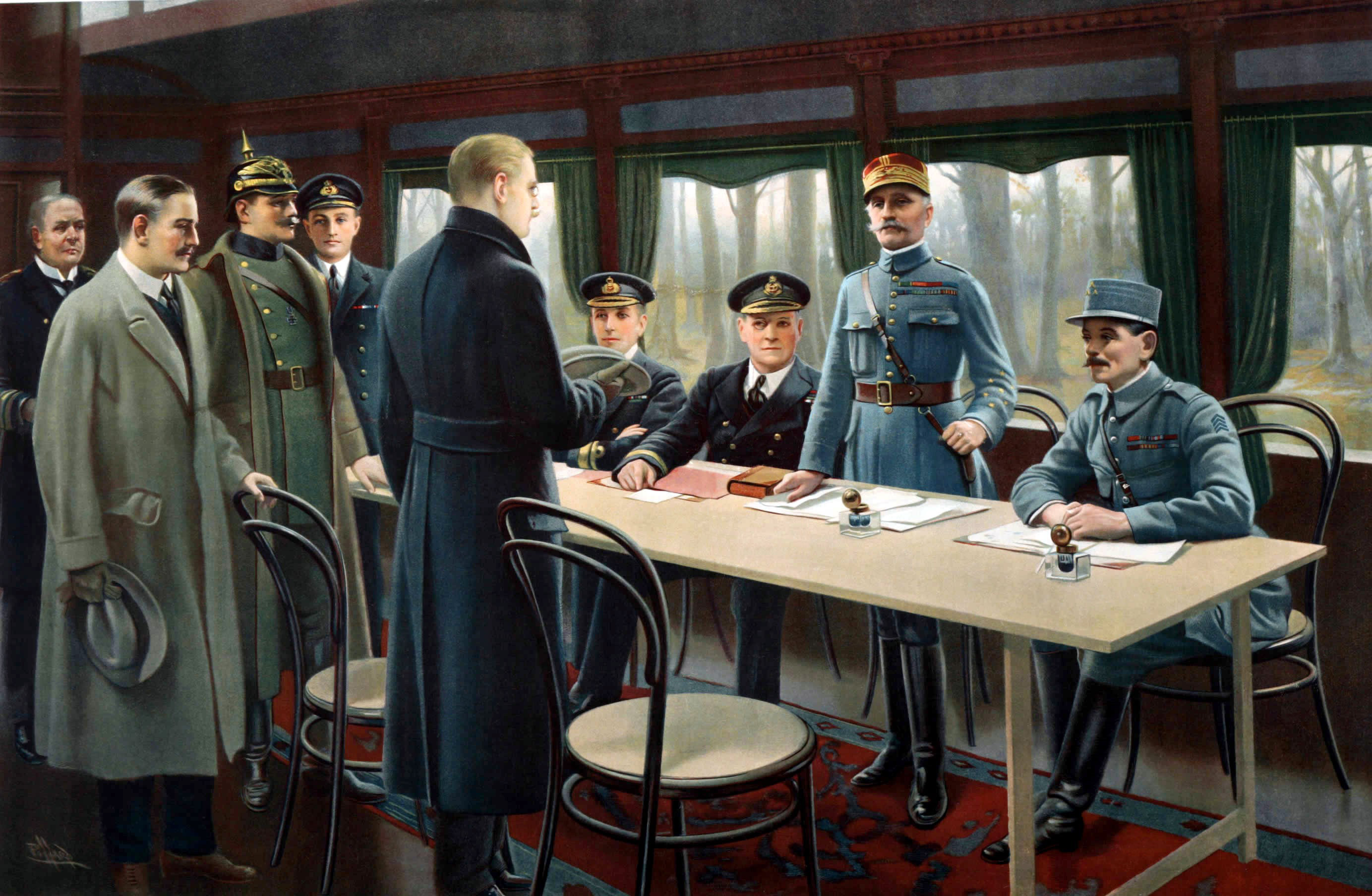
Подписание Компьенского перемирия. фон Винтерфельдт в шлеме

Детлоф фон Винтерфельдт, (1867—1940) — немецкий генерал-майор, известен тем, что подписал от имени Германии Компьенское перемирие в 1918 году.

## Биография

### Ранние годы
Сын прусского генерала Рудольфа фон Винтерфельдта и его супруги Берты Полин неё фон Рёдер. Двоюродный брат Иоахима фон Винтерфельдт-Менкинанем. , заместителя председателя рейхстага. Брат генерала Ханса Карла фон Винтерфельдта

### Военная карьера
Обучался во Французской гимназии в Берлине, 1 октября 1886 года был зачислен в чине кадета во второй гренадерский полк кайзера Франца. С января 1888 — второй лейтенант прусской армии. В 1897 году окончил Прусскую военную академию, с мая 1898 года первый лейтенант с причислением к генеральному штабу, с марта 1900 года — капитан. С сентября 1901 года военный атташе Германии в Брюсселе. С 1905 по 1907 командовал ротой в 80 полку «фон Герсдорф», затем, вновь в генеральном штабе. С 1907 года — майор. С 1909 года военный атташе в Париже. С 1913 года подполковник. С Июля 1914 года офицер ордена Почетного Легиона. Перед самым началом Первой Мировой Войны вернулся в Германию на лечение, затем, служил в генеральном штабе и некоторое время в качестве квартирмейстера восьмой армии. С 1915 года — полковник, с 1918 — генерал-майор. С августе 1917 по ноябрь 1918 — представитель командования при Рейхсканцлере. В ноябре 1918 года вошел в состав комиссии под руководством Маттиаса Эрцбергера, которая подписала Компьенское перемирие.

## Семья
Был женат на баронессе Марианне фон Ротенхан. Имел трех сыновей, двое из которых погибли во время Второй Мировой Войны. Похоронен в семейной могиле на кладбище Инвалиденфридхоф в Берлине.